# Řízení životního cyklu výrobku
Řízení životního cyklu výrobku (ve zkratce PLM z anglického Product Lifecycle Management, česká zkratka se nepoužívá) je proces řízení celého životního cyklu výrobku od prvního nápadu přes návrh, konstrukci a výrobu až po servis a likvidaci výrobku. PLM sdružuje lidi, data, podnikové procesy a systémy a pro vlastní výrobní podnik i jeho partnery vytváří páteř informací o výrobku. Pojmem PLM se označuje nejen způsob tohoto řízení, ale rovněž informační systém (software), který je podporuje.
PLM se dá interpretovat více způsoby a lze najít mnoho jeho různých definic. Pro lepší představu o tom, co PLM vlastně je, se dobře hodí následující jednoduché vysvětlení:
PLM zahrnuje návrh výrobků a správu veškerých podkladů pro jejich výrobu a údržbu. Kromě toho také slouží jako centrální úložiště pro různé druhotné informace, například poznámky z praxe prodejců (obchodní zvyklosti), katalogy, reakce zákazníků (chování spotřebitele), marketingové plány, archivované plány projektů (včetně podkladů o řízení projektů) a jiné informace nashromážděné za dobu života jednotlivých výrobků.

## Historie
První komerční aplikace CAD pro minipočítače se objevily v 70. létech 20. století a předznamenaly revoluční změnu, která se následně v práci konstruktérů odehrála. Podrobně je historie CAD popsána v 2. kapitole knihy dostupné na Internetu. V současnosti se CAD v nějaké podobě využívá prakticky v každém výrobním podniku, který má vlastní konstrukci. S rozmachem CAD se data z projekce a konstrukce začala stěhovat z papíru do CAD souborů. Počet těchto souborů v podniku rychle narůstal a udržet pořádek v jejich ukládání a archivaci bylo stále těžší. Když jejich uchovávání začalo konstruktérům přerůstat přes hlavu, zrodily se systémy PDM.
PDM, anglicky Product Data Management, česky Řízení výrobkových dat, je systém určený k řízení (správě) dat o výrobcích a s nimi spojených pracovních procesů. Systémy PDM zprvu začínaly jako pouhé trezory na výstupní soubory CAD konstruktérů, ale jejich funkce se postupně rozšiřovaly. Uchovávané informace nyní zahrnují CAD modely, výkresy, kusovníky, údaje o dílech, produktové specifikace, NC programy, výsledky analýz, související korespondenci atd. PDM se stará také o udržování verzí dokumentů. Uživateli PDM jsou hlavně vývojáři a konstruktéři, ale mohou to být i pracovníci z výroby, projektoví manažeři, lidé z prodeje, marketingu, nákupu, financí, kteří také mohou přispět k návrhu produktu. PDM lze považovat za jakousi nadstavbu CAD, protože má smysl ho provozovat jen když už podnik využívá CAD.
PLM je potom další nadstavbou resp. vyšším vývojovým stupněm PDM. Rozdíl mezi PDM a PLM je v tom prostředním písmenu: PDM je data management, má na starost data týkající se konstrukce výrobku, zatímco PLM je lifecycle management, tedy zabývá se celým životním cyklem výrobku. Orientuje se na všechny procesy, které se výrobku za jeho života týkají. PLM má výrazně širší záběr, sleduje produkt až do výroby a dále k zákazníkovi. Má silné vazby na ERP (viz dále). Není to jen aplikace (jako je CAD i PDM), je to komplexní informační systém, jehož implementace je hodně náročná a vždy si vynutí podstatné změny ve způsobu práce celé organizace. Jeho uživatelé pak jsou v celém podniku a dokonce i u jeho externích partnerů. Nasazení PLM automaticky předpokládá i používání systému PDM, který je de facto vždy v PLM obsažen.
Pozn.: Rychlé seznámení s historií vzniku PLM (ve srovnání s ERP) může poskytnout dvouminutové video Toma Shoemakera z americké softwarové firmy PTC.

## Vztah PLM a ERP
ERP a PLM plní ve výrobním podniku rozdílné úlohy: PLM určuje, jaký má produkt být, a ERP podniku pomáhá při přeměně této vize ve skutečnost.
Lze to vyjádřit i tak, že systém PLM se stará o veškeré duševní vlastnictví (Intellectual Property, IP) týkající se podnikových produktů a systém ERP se stará o jejich produkci (realizaci) nejefektivnějším možným způsobem, s ohledem na zdroje, čas, odpad materiálu apod., zpravidla provázaně s finančními transakcemi.

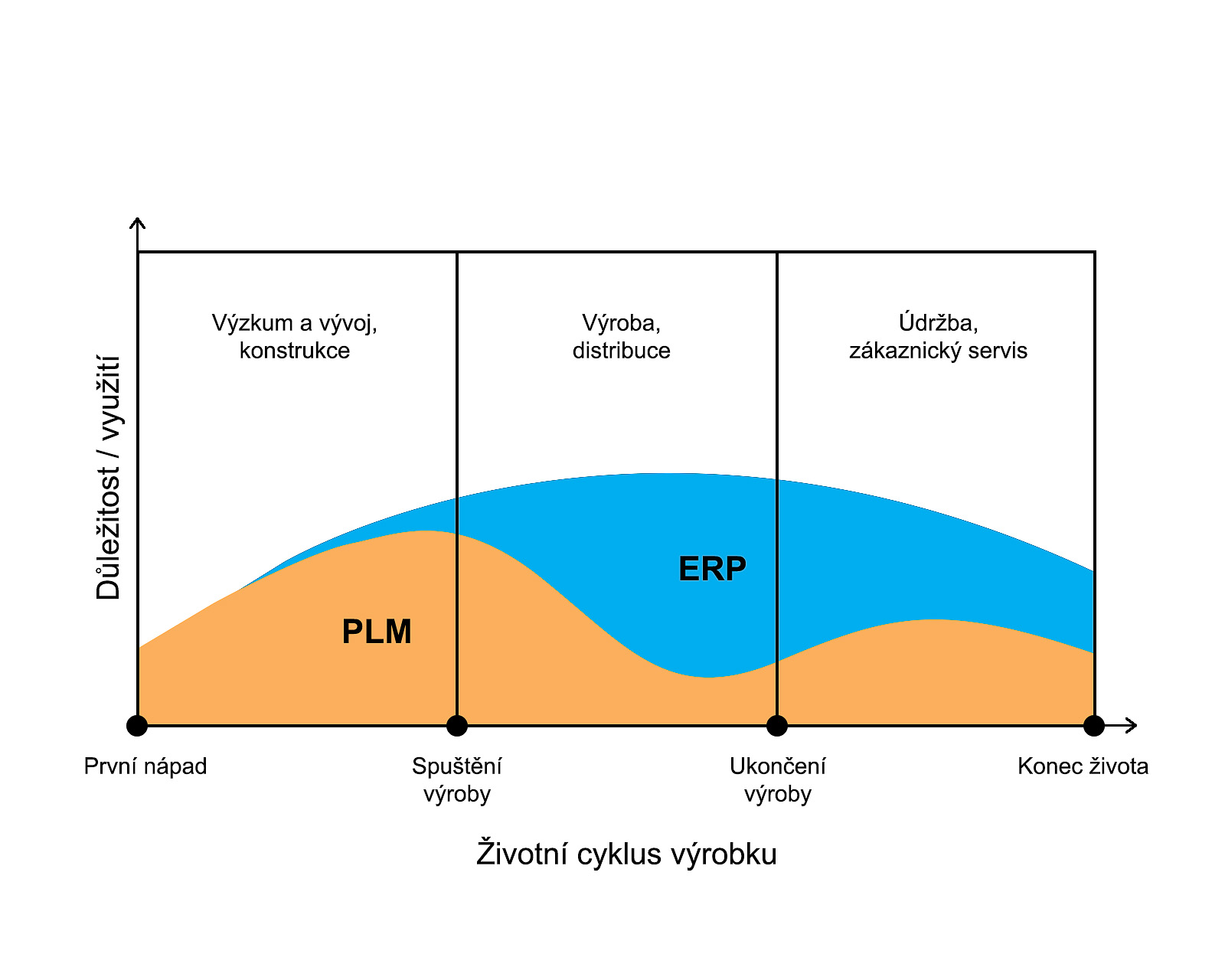
Využití PLM a ERP v průběhu životního cyklu výrobku

Připojený obrázek ukazuje, jak se podíl PLM a ERP v průběhu životního cyklu výrobku mění. První úvahy, skici, rozbory a návrhy probíhají ve vývojovém oddělení, využívají podkladů z PLM a ukládají se do jeho databáze. Po schválení přechází práce do konstrukce, užívají se aplikace CAx, a všechny výsledky se uchovávají a spravují v PLM. Jak se výroba přibližuje, začne se uplatňovat i ERP. Je-li třeba, instalují se nové stroje nebo výrobní linky, najímají se noví pracovníci. V předstihu se vybírají dodavatelé a objednávají se položky s delší dodací lhůtou. Někdy se vyrábí a testuje prototyp. Po spuštění a rozběhu výroby většinu podpory zajišťuje ERP, zatímco podíl PLM postupně klesá. Zpočátku lze očekávat častější konstrukční úpravy; s tím, jak se výroba stabilizuje, požadavků na PLM ubývá, ovšem k inovacím dochází neustále. Po ukončení výroby daného produktu se v režii ERP dále vyrábějí náhradní díly a zajišťuje servis pro zákazníky. Dochází k postupnému útlumu, jak se výrobek u zákazníků přestává používat. PLM se v této době využívá hlavně jako zdroj potřebné dokumentace k výrobku.
Panuje shoda v tom, že ze všech systémů a řešení určených pro výrobní podniky jsou ERP a PLM nejdůležitější. PLM hraje hlavní roli při inovaci, vývoji a konstruování produktů, ERP při plánování a řízení procesů během jejich realizace. ERP ovšem plní i další důležité úlohy, které nemají přímý vztah k produktům, v účetnictví, personalistice a obecně ve správě a řízení společnosti.

## Funkce PLM
PLM nemá jednoznačnou definici, a proto ani výčet jeho funkcí není nijak závazně určen. K dispozici jsou seznamy funkcí konkrétních PLM produktů od jejich výrobců, které si zájemce snadno dohledá, a které se v mnohém shodují a v mnohém rozcházejí. Z obecnějšího pohledu lze usoudit, že funkcionalita PLM pokrývá pět hlavních oblastí:
- systémový inženýring (Systems engineering, SE)
- řízení produktů a portfolia produktů (Product and portfolio management, PPM)
- návrh produktů (Product design, CAx)
- řízení technologie výroby (Manufacturing process management, MPM)
- řízení výrobkových dat (Product data management, PDM)

Systémový inženýring sbírá všechny požadavky na výrobky (primárně požadavky zákazníků, ale také požadavky regulatorních orgánů např. na bezpečnost, kvalitu atd.) a koordinuje práce na vývoji nových a inovacích stávajících výrobků. Řízení produktů a jejich portfolia se zaměřuje na alokaci zdrojů potřebných pro vývoj a na sledování stavu projektů majících za úkol vývoj nových produktů. Řízení portfolia je nástrojem, který managementu pomáhá kontrolovat pokrok ve vývoji nových výrobků a rozhodovat o přidělování nedostatkových zdrojů. K návrhu produktů se používá CAD a příbuzné aplikace. Do řízení technologie spadá rozvržení dílny, uspořádání výrobních linek, plánování strojů, technologické postupy, normování prací, počítačová podpora obrábění (CAM), počítačová podpora kvality (CAQ) aj. Oblast Řízení výrobkových dat (PDM) byla popsána výše.

## Integrace PLM a ERP
PLM a ERP ve výrobním podniku mohou sice pracovat samostatně, je však velmi žádoucí, aby spolu byly co nejlépe propojené (integrované). V podniku pak neexistují žádné PLM ani ERP procesy, nýbrž pouze „podnikové procesy“. Procesní problémy se ve výrobním podniku nedají řešit separátně v PLM nebo ERP, ale jen společně na podnikové úrovni. Integrované PLM a ERP tvoří nejlepší prostředí pro rychlé a spolehlivé navrhování a realizaci inovovaných produktů. Inovace nejsou omezeny jen na konstrukci. „Velký“ vývoj sice typicky probíhá ve výzkumu a konstrukci, ale podněty k menším inovacím, které mohou zvýšit kvalitu resp. snížit náklady, často přicházejí z výroby a servisu.
Integrace PLM a ERP však není vůbec snadná. Nejde přitom o technické problémy se sdílením dat, největší potíže působí to, že PLM a ERP mají řadu zásadních rozdílů a představují dva odlišné světy.
Inovační cyklus (PLM) se vyznačuje rychlými iteracemi a úpravami, realizační cyklus (ERP) má spíše lineární a opakované procesy. Mnoho informací z inovačního cyklu, včetně rozpracovanosti návrhů a plánů, se bez PLM formálně nezaznamenává a nesdílí. Tyto informace nejsou v ERP a typicky zůstávají jen v neřízených dokumentech a tabulkách. Při vývoji produktů se pracuje s velkým množstvím dat, která nemají nic společného s provozními útvary podniku. Většina z nich má cenu jen pro konstrukci, například dohledání slepých cest pomáhá pochopit přijatá rozhodnutí. Takové informace v ERP nejsou a sotva by tam byly k něčemu, ale jsou cenné v PLM.
Každá revize v PLM přitom může zahrnovat všechny související analýzy, návrhy, grafiku, dokumentaci a další informace, které jsou pro realizaci důležité teprve když je tato revize uvolněna pro výrobu (jestli k tomu vůbec dojde). Moderní CAD systémy generují obrovské soubory a PLM tak potenciálně spravuje gigabyty dat pro každý jednotlivý produkt. Architektura ERP systémů pro tyto účely nevyhovuje a není k tomu ani důvod.
Překážkou pro sdílení těch dat, s nimiž pracují oba systémy, také je, že PLM a ERP mluví odlišnými jazyky. Používají různé pojmy a mnohdy i pracují s různými věcmi. V PLM je základem dokument (výkres), v ERP stejnou úlohu zastává položka, což není totéž. To jak je výrobek zkonstruován, popisuje konstrukční kusovník v PLM. V ERP zase pro plánování a řízení výroby musí být uložen výrobní kusovník. Postup pro jeho odvození ze struktury CAD a jeho udržování v ERP představuje při úvahách o propojení PLM a ERP jeden z hlavních problémů, který ovšem jde nad rozsah tohoto článku. Ke způsobu práce v PLM dále patří snadné vytváření nových verzí a revizí (revize obvykle znamená schválenou verzi). ERP však s verzemi ani revizemi nepracuje, v něm se vše řídí na základě platnosti (od-do). Změnové řízení v ERP je komplikované a podléhá řadě schvalovacích kroků, protože každá změna je vážným zásahem do nepřetržitě probíhající výroby. Tyto a další integrační problémy nemají jednoznačné řešení, vždy záleží na typu výroby (konstrukce na zakázku, výroba na zakázku, montáž na zakázku) a na konkrétních potřebách daného podniku.

## Rozšíření
Podle zprávy se prodej PLM systémů v období 2009-2014 ve světě rovnoměrně zvyšoval z 24 na asi 35 miliard dolarů. Stejný růst se předpokládá i na období do roku 2018. Tato čísla se vztahují k celkovému trhu označovanému jako PLM-related investments (investice související s PLM), takže zahrnují i různá dílčí a menší řešení. Tři hlavní dodavatelé kompletních PLM systémů jsou Dassault Systèmes, PTC a Siemens PLM Software. 
Počet PLM systémů instalovaných v ČR není znám. Lze odhadovat, že to bude jen zlomek z počtu instalací ERP.

## Souvislost se systémy PIM/MDM
Se systémy PDM/PLM popisovanými v tomto článku souvisejí systémy s podobně vyznívajícími názvy, a to PIM/MDM (Product Information Management, česky Správa produktových informací, a Master Data Management, česky asi Správa kmenových dat). Přes uvedenou podobnost (ve zkratkách PDM a PIM rozlišující prostřední písmeno znamená buď 'data' nebo 'informace', což jsou slova, která se v řeči běžně zaměňují) obě tyto dvojice představují odlišné, avšak vzájemně se doplňující systémy. Přestože je někdy těžké se v nových technologiích a jejich zkratkách vyznat, organizace samy musí vždy posoudit, zda a jak jsou nabízené nástroje vhodné pro jejich potřeby.
Účel PDM/PLM byl vysvětlen výše, tyto systémy se zaměřují na tu stránku výrobkových dat, která určuje, jak se produkt navrhuje, vyrábí a využívá. Primárním účelem PIM naproti tomu je shromažďovat, spravovat a sdílet produktová data potřebná pro jejich prodej a marketing. Typičtí uživatelé PDM/PLM byli vyjmenováni v tomto článku, typickými interními uživateli PIM jsou lidé z marketingu a prodeje, externími uživateli pak zákazníci, distributoři a prodejci (více v článku PIM). Jak bylo uvedeno výše, PLM hraje hlavní roli při inovaci produktů, zatímco ERP se stará o jejich realizaci. V podobně stručném shrnutí lze říci, že PIM se soustřeďuje na publikaci informací pro zákazníky.
A stejně jako je PDM součástí PLM, je PIM podmnožinou MDM, systémů se širším záběrem, zahrnujících nejen produkty samotné ale i další související informace.